# Мартинова
Мартинова (слч. Martinová) насељено је мјесто са административним статусом сеоске општине (слч. obec) у округу Римавска Собота, у Банскобистричком крају, Словачка Република.

## Становништво
| Година:    | 1994. | 2004.   | 2014.   | 2024.  |
| ---------- | ----- | ------- | ------- | ------ |
| Број људи: | 198   | 197     | 200     | 205    |
| Разлика:   |       | -0,50 % | +1,52 % | +2,5 % |

| Година:    | 2023. | 2024.   |
| ---------- | ----- | ------- |
| Број људи: | 209   | 205     |
| Разлика:   |       | -1,91 % |

Према подацима о броју становника из 2011. године насеље је имало 226 становника.